# Sorbara
Sorbara ist ein italienisches Dorf der Gemeinde Bomporto in der Region Emilia-Romagna. Es liegt auf einer Höhe von etwa 25 m s.l.m. etwa 3,4 Kilometer nordwestlich von Bomporto. Am 2. Juli 1084 kam es in der Nähe von Sorbara zur Schlacht zwischen dem Kaiser des Heiligen Römischen Reiches Heinrich IV. und der päpstlichen Armee unter Mathilde von Canossa. Der Ort ist damit Namensgeber der Schlacht von Sorbara, wie auch für den Wein Lambrusco di Sorbara.